# Schloss Dankern
Koordinaten: 52° 47′ 42,5″ N, 7° 12′ 1,7″ O

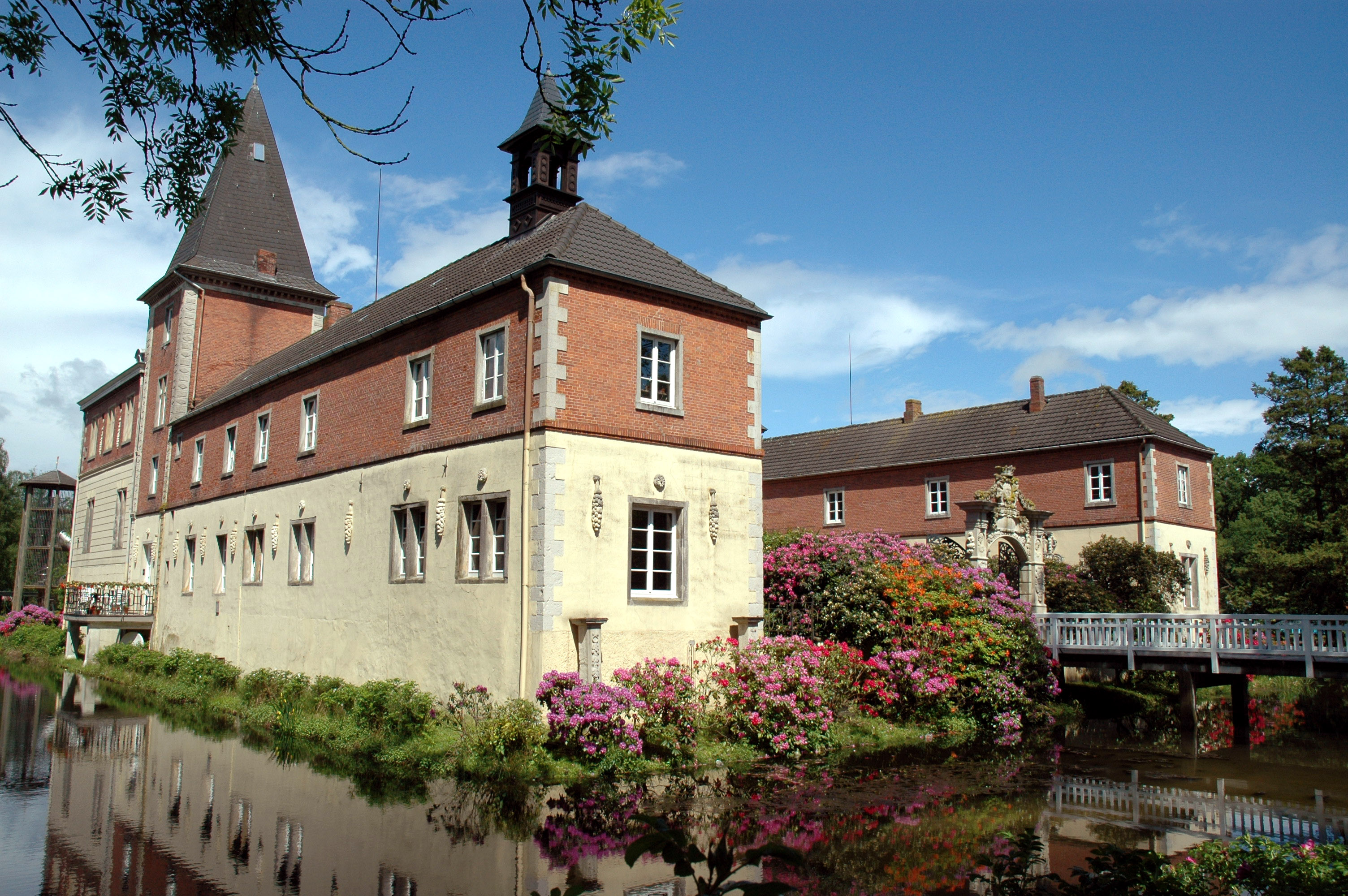
Schloss Dankern

Schloss Dankern ist ein barockes Wasserschloss in Haren im Landkreis Emsland in Niedersachsen.

## Geschichte
Wenn auch Einzelheiten weitestgehend unbekannt sind, hat Dankern eine mehr als 500-jährige Geschichte. Nicht weit vom heutigen Schloss entfernt findet man auf einem heute bewaldeten Gelände Anzeichen dafür, dass an dieser Stelle eine frühmittelalterliche Rundburg gestanden hat. Noch heute wird dieser Ort de Borg („die Burg“) genannt. Wann und von wem diese Anlage errichtet wurde, ist unbekannt.
Die ältesten, namentlich bekannten, Besitzer waren die Herren von Beesten. 1509 war diese Familie als Herren zu Dankern im münsterschen Landtagsmatrikel geführt. Dankern geriet in den folgenden Jahren als Erbgut in die Hände verschiedener Familien.
Das Emsland gehörte jahrhundertelang zum Hochstift Münster. Schon 1252 kaufte der damalige Fürstbischof von Münster, Otto II., die Grafschaften im Emsland von der letzten Besitzerin Jutta von Ravensberg, verheiratete von Montjoie. Bis in das Jahr 1803, nachdem auch das Hochstift Münster durch den Hauptschluss der außerordentlichen Reichsdeputation säkularisiert wurde, war der Landesherr der jeweilige Fürstbischof von Münster.
Der ständige Vertreter der Landesherren war der Drost, der im Namen des Fürstbischofs die Regierungsangelegenheiten durchführte. Der Drostensitz war zunächst die Paulsburg in Meppen, dann Haus Nienhues und zuletzt Haus Altenkamp bei Aschendorf.
Johann Heinrich Martels, Rentmeister von 1654 bis 1696 und damit nach dem Droste zweithöchster Beamter im sogenannten Niederstift Münster, kaufte 1667 das Gut Dankern von seinem letzten Besitzer Heinrich von Mandelsloh.

## Schlossherren

### Familie von Martels
Johann Heinrich Martels war als münsterscher Oberkriegskommissar und Diplomat im Dienst des Fürstbischofs Christoph Bernhard von Galen zu bedeutenden Reichtümern gelangt. So erwarb er nach Antritt des Rentmeisteramtes das Gut Wesuwe 1667 und einige Jahre später das Gut Lehrte. Gleichzeitig konnte Martels für eine Steuerschuld des Amtes Meppen 7000 Taler gegen Zins und Sicherheit der Landesstände auslegen.
Wer die Pläne für den Neubau des Herrenhauses entwarf, ist bis heute ungeklärt. Die mündliche Überlieferung, es handele sich um ein Werk des münsterschen Baumeisters Gottfried Laurenz Pictorius, ist wohl kaum haltbar, zumal seine ersten eigenständigen Arbeiten erst zwischen 1686 und 1688 entstanden. Laut Dehio ist auch eine Zuschreibung an Ambrosius von Oelde anzuzweifeln. Das neue Haus Dankern besteht aus der von einer Gräfte umgebenen Kernburg, die auf Holzpfählen im Wasser steht, und einer Vorburg mit Wirtschaftsgebäuden. Mit dem Bau der ursprünglich eingeschossigen, dreiflügeligen Anlage in Ziegelbauweise mit Sandsteingliederungen wurde 1680 begonnen. Die vierte Seite wurde 1689 durch ein reich ornamentiertes Triumphbogenportal geschlossen. Das zeitgenössische Gitter ähnelt Kapellengittern im Paderborner Dom von 1687. Die gesamte Anlage ist vom flämischen Hochbarock geprägt und für die Region ungewöhnlich reich mit figürlichen und ornamentalen Sandsteinarbeiten ausgestattet.
Die Herren Martels wirkten in vorbildlicher Weise durch die Kultivierung großer Moor- und Heideflächen, reichten doch die Ausläufer des Bourtanger Moores bis an die Hofsaat, das heißt den in Eigenwirtschaft beackerten Teil der Felder des Gutes, heran. 40 Neusiedler wurden angesiedelt.
Der Enkel des Erbauers von Dankern Johann Heinrich Martels, Rentmeister von 1729 bis 1770, wurde für seine Verdienste geadelt. Unter dessen Sohn, Johann Franz von Martels, Rentmeister von 1770 bis 1800, trat ein starker Rückgang der familiären Vermögensverhältnisse ein. Er war verheiratet mit Theodora von Dwingelo zu Lotten. Sie galt als verschwenderisch und herrschsüchtig und war dadurch so unbeliebt, dass die Bevölkerung ihr einen Begräbnisplatz in Wesuwe verweigerte. Ihr Leichenzug musste am Tag der Beisetzung umkehren und ihr Leichnam wurde in der Schlosskapelle zu Dankern beigesetzt. Der Legende nach soll ihre Seele des Nachts durch das Schloss gegeistert sein und erst nach Verlegung ihres Grabes bei späteren Renovierungsarbeiten ihre Ruhe gefunden haben.
Der Sohn und Nachfolger Georg Ludwig von Martels, verheiratet mit Maria Ludwica von Voorst, klagte im Jahre 1800, dass „unsere Familie durch langjährigen Zwiespalt und immerwährende Uneinigkeit zerrüttet und heruntergekommen ist. Es sind Erbgüter, ja schon der größte Teil des Fideikommisses zersplittert oder veräußert, und das ganze Gut Dankern steht vor dem Ruin“.
1827 gewann die Familie den Prozess um die Steuerschuld von 1666. Die sogenannte Martelsche Schuld wurde zuletzt vor dem Reichskammergericht in Wetzlar verhandelt. Es wurde entschieden, der Familie Martels vom Amt Meppen die Summe von 30.146 Talern auszuzahlen. Doch der Schiedsspruch erreichte die Familie zu einem Zeitpunkt, an dem selbst eine solche Summe an ihrer misslichen finanziellen Lage nichts mehr ändern konnte. Am 22. Mai 1832 verkaufte Franz Ludwig von Martels das Gut Dankern und das Schloss für 72000 Taler an Reichsfreiherr Johann Ignatz von Landsberg-Velen. Der Vermittler des Verkaufs war der Lathener Notar Clemens August Behnes. Als Folge dieses Verkaufes gingen der Großteil des ursprünglichen Mobiliars und fast alle Aufzeichnungen über die Geschichte Dankerns inklusive der Baupläne verloren.

### Familien der Freiherren von Landsberg und von Velen
Die in Westfalen ansässigen Familien der Freiherren von Landsberg zu Erwitte und der Freiherren von Velen waren seit mehr als 200 Jahren auf das Engste mit dem Emsland verbunden. Bereits 1556 begann mit Hermann von Velen die Ära der Familie von Velen als Droste des Emslandes. Einer der bedeutendsten Droste, Dietrich von Velen (1611–1657) kaufte 1631 die sehr devastierte Burg Papenburg mit Ländereien. Mit großer Tatkraft und unter Einsatz nicht unbedeutender finanzieller Mittel baute er einen Kanal zur Ems, um den unerschöpflichen Vorrat an Torf ins Ausland zu verfrachten: „Die Moräste wurden trocken gelegt, so dass Häuser errichtet und Grundstücke zu Grün- und Kornland angewiesen werden konnten.“ Damit war der Grundstein für die heutige Stadt Papenburg gelegt.
Über sechs Generationen diente die Familie von Velen den jeweiligen Fürstbischöfen. Mit Hermann Anton, letzter Droste der Familie von 1725 bis 1767, starb die Familie der Freiherren von Velen aus. Erbin des Velenschen Fideikommisses und damit auch der gesamten emsländischen Besitzungen war seine Tochter Anna-Theresia. 1756 heiratete sie Klemens-August Freiherr von Landsberg zu Erwitte.
1792 nahm Sohn Paul Joseph den Namen Velen zu dem Namen Landsberg an und wird erster Freiherr von Landsberg-Velen. Johann Ignaz Freiherr von Landsberg-Velen, verheiratet mit Ludowica Gräfin von Westerholt und Gysenberg, kaufte 1832 das Gut Dankern. Er wurde am 15. Oktober 1840 in den preußischen Grafenstand erhoben, was den jeweiligen Familienvorstand berechtigte, diesen Titel zu führen.
1863 übernahm sein Sohn Friederich Ludolf das Gut Dankern. Unter ihm fanden von 1890 bis 1894 erhebliche Ausbauten am Haus statt, die dem Schloss sein heutiges Aussehen gaben.
Der Bau wurde durch ein weiteres Stockwerk erhöht und an den beiden Schnittpunkten der Flügel mit dem Hauptbau wurden Türme aufgesetzt. Diese Ergänzungen wurden in rotem Backstein gehalten, während der ursprüngliche Backsteinbau verputzt wurde. Diese Maßnahmen nahmen der Anlage nicht wenig von ihrer Vornehmheit und barocken Leichtigkeit, vielmehr strahlte der Bau nunmehr eine dem damaligen Zeitgeschmack entsprechende schwerfällige Würde aus.
Als Friederich Ludolf von Landsberg-Velen 1898 starb, ging sein Besitz und Grafentitel nach dem Landsbergschen Fideikommiss über an seinen ersten Sohn Maximilian. Sein zweiter Sohn Friederich, verheiratet mit Sophie Gräfin von Westerholt und Gysenberg, erbte Schloss Dankern und setzte hier die Kultivierung und Aufforstung fort.
Als Maximilian 1902 ohne männlichen Erben starb, wurde Friederich Herr der Landsbergschen Fideikommissgüter in Westfalen. Er hinterließ Dankern 1920 seinem zweiten Sohn Otto (1890–1974), verheiratet mit Maria Gräfin Droste zu Vischering (1892–1984).
Große Flächen Heide wurden urbar gemacht und Moore kultiviert, die zum größten Teil aufgeforstet wurden. Später, 1972, musste Otto Freiherr von Landsberg-Velen miterleben, wie in einer Nacht der gesamte Wald, sein Lebenswerk, durch einen Orkan zerstört wurde.
Von den Kriegsereignissen des Zweiten Weltkrieges blieb Dankern verschont. Allerdings entstand hier für fast drei Jahre für viele Harener Bürger eine zweite Heimat: Haren war von der englischen Militärregierung für polnische Rückwanderer beschlagnahmt worden und somit mussten alle Harener innerhalb weniger Stunden ihre Häuser verlassen.

## Heutige Nutzung

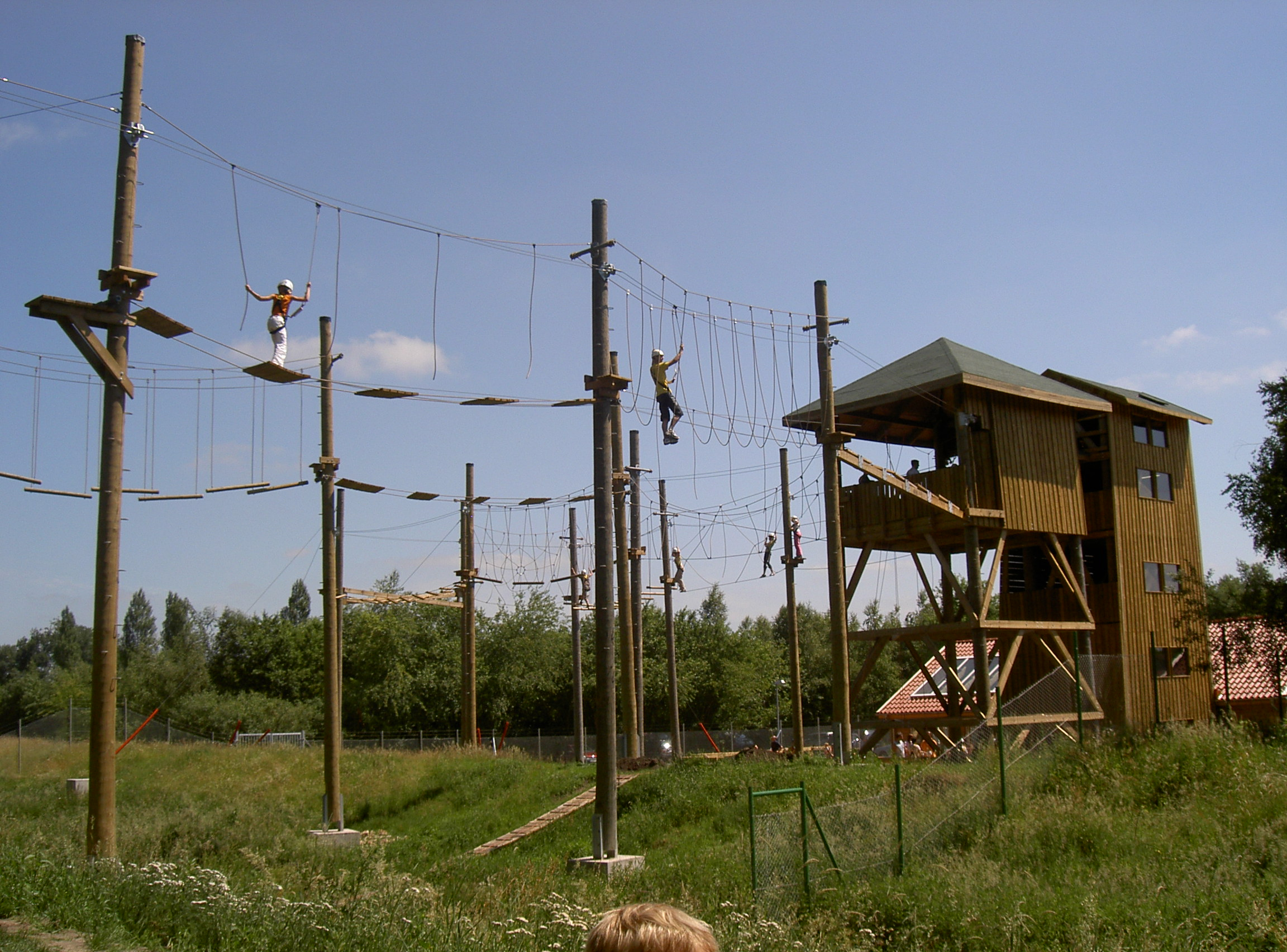
Hochseilgarten Dankern

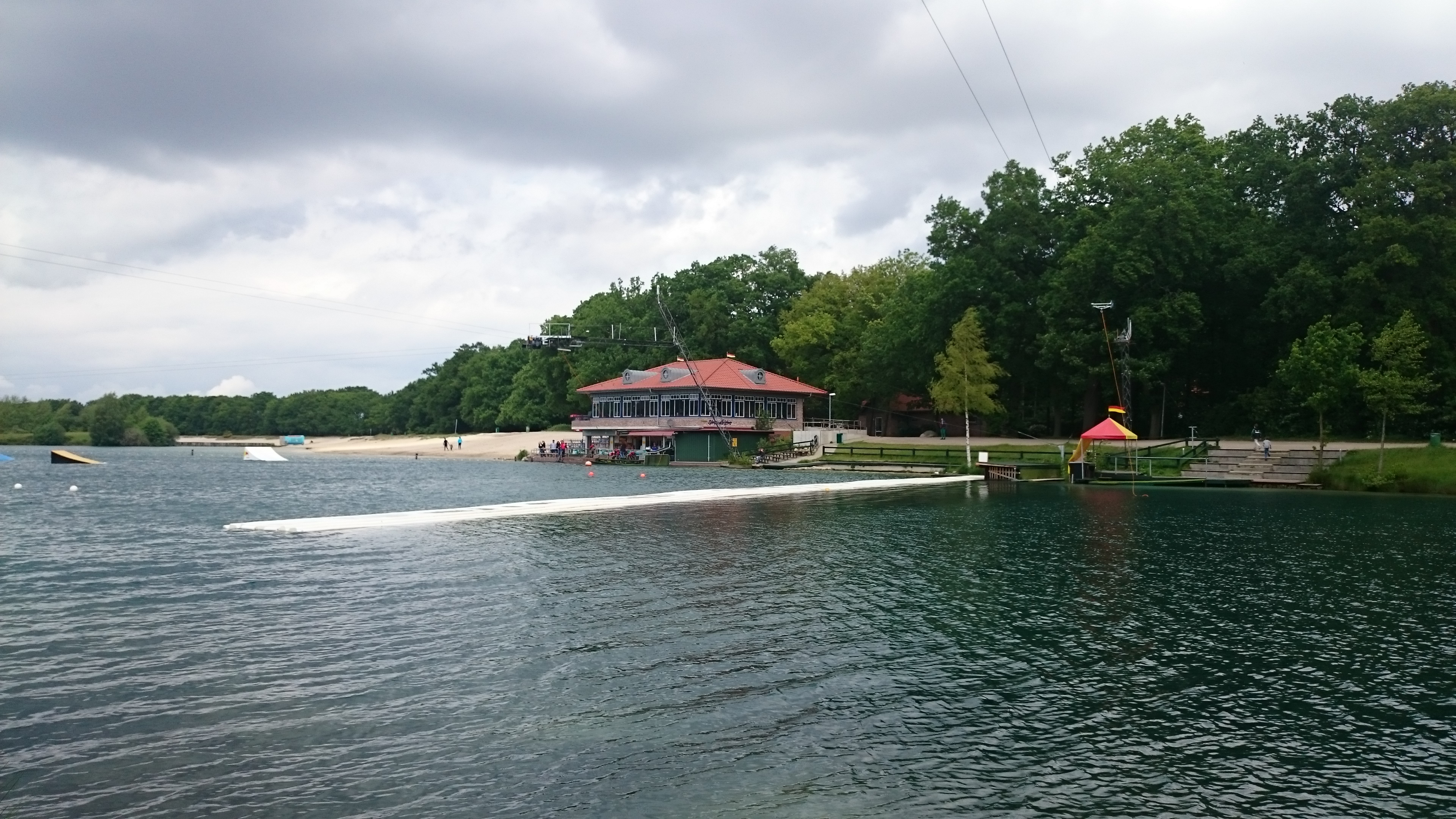
Die Wasserskianlage am Dankernsee

Um die wirtschaftliche Grundlage für die Erhaltung des Schlosses zu sichern, wurde zu Beginn der 1970er-Jahre das Ferienzentrum Schloss Dankern von Ottos Sohn Manfred Freiherr von Landsberg-Velen (1923–2010) gegründet.
Die Idee war, Familien mit Kindern einen erschwinglichen Urlaub zu ermöglichen. Mit dem Motto Ferien mit dem Kind vom Kind war das Ferienzentrum von Anfang an erfolgreich. Es entstand eine umfassende Ferienanlage mit mittlerweile über 700 Ferienhäusern und vielfältigen Spiel- und Sportmöglichkeiten. Jährlich verbringen hier über 125.000 Gäste mit rund 650.000 Übernachtungen ihren Urlaub. Hinzu kommen etwa 100.000 Tagesgäste. 
Die Anlage wurde mehrfach erweitert und bietet einen der größten Spielplätze Deutschlands. 
Zwischen Riesenschaukeln und Trampolin befinden sich zwei Indoor-Spielhallen, Riesenrutschen, eine Achterbahn, eine Wasserbob-Bahn und eine traditionsreiche Ponyreitanlage für Kinder bis 14. Um das Gelände komfortabel nutzen zu können, existiert ein Fahrradverleih in einem alten Ponystall und – speziell für die Feriengäste – ein Supermarkt.
Am Dankernsee außerhalb des Ferienparks gibt es eine Wasserskianlage, eine Surf- und eine Tauchschule. Auf der Rückseite des Sees befinden sich mehrere künstliche Sandstrände, u. a. mit Nutzungsmöglichkeit als Hundestrand und eine künstliche Sanddüne. Westlich des Sees gibt es eine Kartbahn und einen Flugplatz.
Ein Ausflugsziel der Region ist auch das Spaßbad Topas, welches direkt an den Ferienpark angrenzt. Ebenso wurden ehemalige Ferienhäuser des Parks in direkter Nachbarschaft zum See mittlerweile zum Verkauf freigegeben. 
Schloss Dankern bildet den räumlich zentralen Mittelpunkt der Anlage und konnte in den letzten Jahrzehnten grundlegend saniert werden. Für die zur Restaurierung aufgewendeten Mittel gab es Zuschüsse des Landes Niedersachsen, des Landkreises Emsland sowie der Stadt Haren. Dennoch müssen ca. 90 Prozent der Kosten vom Eigentümer aufgewendet werden. Das Schloss wird von der Besitzerfamilie weiterhin bewohnt und ist der Öffentlichkeit nur im Rahmen von Führungen (derzeit wöchentlich dienstags) teilweise zugänglich. Heutiger Besitzer ist Friedhelm von Landsberg-Velen, der seit 2015 auch das Schloss Arff bei Köln bewirtschaftet.